# 年紀法
年紀法（ねんきほう/ねんきのほう）とは、中世武家法の元で発達した時効法理。年預法（ねんよほう）とも呼ばれている。一定の年紀を過ぎると、その間の土地の所有・占有の事実をもって真実の権利関係の如何を問わず、当該行為を行っていた者を正当な権利保持者として確認されること。御成敗式目以後、20年間の知行（所有・占有の権限行使）を成立要件とする「廿箇年知行」原則が導入されたことから、「二十箇年年紀法」とも呼ばれる。

## 概要

### 「年紀」の発生
年紀・年預とは、本来は「年数」などと同義語であったが、後においては一定の年数を経過した後に発生した法律効果のことも指すようになったと考えられている。律令法には権利取得及び時効に関する規定は存在せず、また平安貴族は生産の場である農村社会と遊離して生活していたため、年紀を含めて権利取得に関する法制が成立しなかった。これは律令法及び明法家学説の集積である『法曹至要抄』に年紀に関する規定が無いことからも分かる。ただし、院政期には公家社会における土地を巡る訴訟においては基本的な判断材料とされた証文の有無とともに「多年領掌」「経年序」の考え方も合わせて存在しており、公家法に年紀についての考えが全く存在しなかったのか、実務上においては年紀が考慮されていたのかについては定かではない。

### 御成敗式目
年紀法を明文化した最初の条文として知られているのは、『御成敗式目』第8条（「雖帯御下文不令知行、経年序所領事」）にある「当知行之後、過二十箇年者、任右大将家之例、不論理非、不能改替。而申知行之由、掠給御下文之輩、雖帯彼状不及叙用（当知行の後、二十箇年を過ぐれば、右大将家の例に任せて理非を論せずに改替にあたわず。しかるに知行の由を申して御下文を掠め給わるの輩、かの状を帯ぶるといえども叙用に及ばず）」というものである。これは、鎌倉幕府から新恩あるいは本領安堵の御下文（安堵状）を得ている所領であっても、現実に知行しないまま年数を経たものについては、20年経過した場合には右大将家の例（源頼朝の家中の先例）に従って権利の正当性についての理非を問わずに現状を変更しない。ただし、知行をしていると偽って御下文を得たものがそれを根拠として権利を主張したとしても、その訴えは取り上げないという趣旨である。
ところが、この条文を巡ってはいくつか問題がある。土地の取得時効を定めた条文とする解釈が通説であるが、知行の権限を行使しなかった行為――いわゆる「不知行」による消滅時効を定めた条文とする異説もある。更にこの条文が実際に源頼朝の時代に行われていた法理を根拠とするものなのか、はたまた頼朝以前からの慣習法が頼朝の時代以後も行われたものなのか、更には頼朝以後に成立した又は御成敗式目で初めて採用した法理を頼朝によって定められた法理として仮託させたものなのかについては意見が分かれている。『御成敗式目』第8条は単なる「多年領掌」「経年序」という漠然とした法理から「廿箇年知行」という一定の年紀（20年）を導入したという点で画期的であり、特に承久の乱後に急増するようになった御家人間の紛争に対する有効な手段であったと考えられている。ただし、この規定は鎌倉幕府が管轄する武家領における訴訟では有効であったが、寺社領や公家領に関する訴訟では直ちに適用されなかった。これについては、公家領や寺社領に関する訴訟を扱ってきた公家社会が年紀法自体に否定的な姿勢を示していたとする考え方もあるものの、御成敗式目第8条自体が単に武家社会における年紀法に関する考え方を示したに過ぎず、当時の公家社会において年紀法が採用されていたかどうかとは別次元の問題である。
なお、武家社会においても地頭の所務に関しては年紀法は適用されないものとされていた。これは地頭が長期に渡って荘園領主への年貢の納入を怠って最終的に年紀を理由に自己のものとする押領行為を防ぐ措置で、宝治元年（1247年）に追加されたものであった。

### 年紀法の定着と消滅
その後、「20年」の年紀法は鎌倉時代末期には公家社会などを含めて広く行われるようになり、更に証文自体に関する有効期限（「文書年紀」）や訴権の有効期限（「訴訟年紀」）にも応用されるようになるなど中世における普遍的法理として定着した。室町幕府の法令や戦国大名の分国法でも20年を限度とする年紀法が採用されたが、近世に入ると公儀による土地支配体制が築かれ、武士の所領は全て恩給地となり、農民の耕地は全て検地帳に登録・管理されるようになったために、年紀法が成立する余地が無くなっていった。

### 人身に関する年紀法
一方、以上の土地に対する年紀法とは別に『御成敗式目』第41条には奴婢雑人については10年放置すれば無効になることが定められている。後世の注釈によれば、捨子を拾って育てた場合や譜第の下人の逃亡などを念頭に置いたものとされる。この原則は江戸幕府にも継承され、人身の永代売買を禁じるとともに『御成敗式目』第41条を根拠に譜代下人の年紀は最大10年とされた。